# Hertha Töpper
Pour les articles homonymes, voir Topper.
Hertha Töpper (née le 19 avril 1924 à Graz et morte le 28 mars 2020 à Munich) est une artiste lyrique, une contralto autrichienne, surtout célèbre pour ses fréquentes collaborations artistiques avec les chefs d'orchestre Ferenc Fricsay (œuvres de Mozart et de Stravinsky) et Karl Richter (œuvres de Bach) et son association vocale avec la soprano Maria Stader.

## Biographie
Hertha Töpper naît le 19 avril 1924 à Graz,.
Elle fait ses études au conservatoire de Graz et débute en 1945 à l'opéra local dans le rôle d’Ulrica. À partir de 1952, elle est membre de la troupe de l'opéra d’État de Bavière à Munich et jouit d'une réputation internationale dans des rôles aussi divers que Dorabella, Erda, Brangäne, Octavian ou Judith du Château de Barbe-Bleue de Béla Bartók, qu'elle interprète au festival de Bayreuth, au festival de Salzbourg ainsi que sur les plus grandes scènes internationales, à la Scala de Milan, à Covent Garden, à la Monnaie, à Amsterdam, Rome, Zurich, à l'Opéra de San Francisco ou au Met,.
La renommée de Hertha Töpper reposait autant sur une technique vocale très sûre et une voix expressive et chaude que sur une présence scénique attrayante.
Elle s'est mariée en 1949 avec le compositeur Franz Mixa (de).
À compter de 1971, Hertha Töpper est professeure à la Musikhochschule de Munich, ville où elle meurt le 28 mars 2020.